# Лібуше Прушова
Лібуше Прушова (чеськ. Libuše Průšová; нар. 13 липня 1979) — колишня чеська тенісистка.
Найвищу одиночну позицію світового рейтингу — 103 місце досягла 21 жовтня 2002, парну — 46 місце — 7 червня 2004 року.
Здобула 11 одиночних та 6 парних титулів туру ITF.
Завершила кар'єру 2006 року.

## Фінали турнірів WTA

### Парний розряд: 1 (поразка)
| Результат | Дата     | Турнір                     | Рівень   | Покриття | Партнерка | Суперниці                       | Рахунок  |
| --------- | -------- | -------------------------- | -------- | -------- | --------- | ------------------------------- | -------- |
| Поразка   | Лип 2003 | Orange Warsaw Open, Польща | Tier III | Ґрунт    | Марет Ані | Тетяна Перебийніс Сільвія Талая | 4–6, 2–6 |

## Фінали ITF

### Одиночний розряд (11–7)
| Легенда          |
| ---------------- |
| турніри $100,000 |
| турніри $75,000  |
| турніри $50,000  |
| турніри $25,000  |
| турніри $10,000  |

| Фінали за покриттям |
| ------------------- |
| Тверде (1–0)        |
| Ґрунт (8–7)         |
| Трава (0–0)         |
| Килим (2–0)         |

| Результат | Ранг | Дата              | Турнір                       | Покриття   | Суперниця            | Рахунок          |
| --------- | ---- | ----------------- | ---------------------------- | ---------- | -------------------- | ---------------- |
| Перемога  | 1.   | 12 вересня 1994   | ITF Умаг, Хорватія           | Ґрунт      | Силва Несвадбова     | 6–4, 6–1         |
| Поразка   | 1.   | 26 вересня 1994   | ITF Братислава, Словаччина   | Ґрунт      | Адріана Герші        | 3–6, 1–6         |
| Перемога  | 2.   | 19 червня 1995    | ITF Старі Сплави, Чехія      | Ґрунт      | Яна Лубасова         | 6–0, 6–1         |
| Поразка   | 2.   | 21 квітня 1997    | ITF Простейов, Чехія         | Ґрунт      | Катержина Шишкова    | 6–0, 2–6, 1–6    |
| Перемога  | 3.   | 26 травня 1997    | ITF Варшава, Польща          | Ґрунт      | Гана Шромова         | 6–2, 6–7(3), 6–4 |
| Поразка   | 3.   | 18 серпня 1997    | ITF Валашке Мезиржичі, Чехія | Ґрунт      | Катержина Шишкова    | 2–6, 1–6         |
| Поразка   | 4.   | 17 серпня 1998    | ITF Валашке Мезиржичі, Чехія | Ґрунт      | Мартина Суха         | 6–3, 3–6, 1–6    |
| Перемога  | 4.   | 24 серпня 1998    | ITF Пльзень, Чехія           | Ґрунт      | Анна Бєлень-Жарська  | 6–4, 6–3         |
| Перемога  | 5.   | 7 вересня 1998    | ITF Задар, Хорватія          | Ґрунт      | Катажина Стрончи     | 7–5, 6–0         |
| Перемога  | 6.   | 30 листопада 1998 | ITF Пршеров, Чехія           | Килим (i)  | Зузана Ондрашкова    | 6–3, 6–3         |
| Поразка   | 5.   | 24 травня 1999    | ITF Варшава, Польща          | Ґрунт      | Єлена Костанич-Тошич | 6–4, 3–6, 2–6    |
| Перемога  | 7.   | 23 серпня 1999    | ITF Бухарест, Румунія        | Ґрунт      | Жофія Губачі         | 6–1, 6–1         |
| Перемога  | 8.   | 11 жовтня 1999    | ITF Пльзень, Чехія           | Ґрунт      | Гана Шромова         | 6–4, 6–1         |
| Перемога  | 9.   | 3 грудня 2001     | ITF Пругониці, Чехія         | Килим (i)  | Магдалена Зденовкова | 6–3, 6–3         |
| Поразка   | 6.   | 18 лютого 2002    | ITF Лас-Пальмас, Іспанія     | Ґрунт      | Дінара Сафіна        | 6–2, 2–6, 1–6    |
| Поразка   | 7.   | 11 березня 2002   | ITF Макарська, Хорватія      | Ґрунт      | Єлена Панджич        | 1–6, 6–2, 6–7(5) |
| Перемога  | 10.  | 22 липня 2002     | ITF Чеський Крумлов, Чехія   | Ґрунт      | Сандра Клейнова      | 3–6, 6–4, 6–3    |
| Перемога  | 11.  | 13 грудня 2004    | ITF Валашке Мезиржичі, Чехія | Тверде (i) | Луціє Шафарова       | 7–6(7), 6–4      |

### Парний розряд: 17 (6–11)
| Легенда          |
| ---------------- |
| турніри $100,000 |
| турніри $75,000  |
| турніри $50,000  |
| турніри $25,000  |
| турніри $10,000  |

| Фінали за покриттям |
| ------------------- |
| Тверде (1–2)        |
| Ґрунт (3–7)         |
| Трава (0–0)         |
| Килим (2–2)         |

| Результат | Ранг | Дата              | Турнір                       | Покриття   | Партнерка           | Суперниці                            | Рахунок          |
| --------- | ---- | ----------------- | ---------------------------- | ---------- | ------------------- | ------------------------------------ | ---------------- |
| Поразка   | 1.   | 26 вересня 1994   | ITF Братислава, Словаччина   | Ґрунт      | Алена Вашкова       | Мілена Неквапілова Мартіна Шпачкова  | 6–7(6), 3–6      |
| Поразка   | 2.   | 9 червня 1997     | ITF Кендзежин-Козьле, Польща | Ґрунт      | Зузана Прушова      | Яна Мацурова Мілена Неквапілова      | 4–6, 2–6         |
| Поразка   | 3.   | 8 грудня 1997     | ITF Вітковиці, Чехія         | Килим (i)  | Міхаела Паштікова   | Магдалена Кучерова Габріела Кучерова | 3–6, 4–6         |
| Поразка   | 4.   | 7 вересня 1998    | ITF Задар, Хорватія          | Ґрунт      | Анна Бєлень-Жарська | Каміль Пен Івана Вишич               | 6–7(3), 6–7(4)   |
| Перемога  | 1.   | 30 листопада 1998 | ITF Пршеров, Чехія           | Килим (i)  | Рената Кучерова     | Ольга Виметалкова Ева Мартінцова     | 6–7(3), 6–1, 6–2 |
| Поразка   | 5.   | 16 серпня 1999    | ITF Валашке Мезиржичі, Чехія | Ґрунт      | Анна Бєлень-Жарська | Петра Рацлавська Габріела Хмелінова  | 5–7, 6–2, 3–6    |
| Поразка   | 6.   | 12 листопада 2001 | ITF Ступава, Словаччина      | Тверде (i) | Петра Цетковська    | Галина Фокіна Естер Мольнар          | 3–6, 4–6         |
| Поразка   | 7.   | 25 листопада 2002 | ITF Прага-Пругониці, Чехія   | Килим (i)  | Рената Ворачова     | Сандра Клейнова Любомира Курхайцова  | 6–7(12), 3–6     |
| Поразка   | 8.   | 7 липня 2003      | ITF Віттель, Франція         | Ґрунт      | Ева Бірнерова       | Юлія Бейгельзимер Тетяна Пучек       | 3–6, 2–6         |
| Перемога  | 2.   | 14 вересня 2003   | ITF Бордо, Франція           | Ґрунт      | Марет Ані           | Івета Бенешова Ольга Благотова       | 6–3, 6–4         |
| Перемога  | 3.   | 21 вересня 2003   | ITF Б'єлла, Італія           | Ґрунт      | Любомира Курхайцова | Мартіна Мюллер Ленка Немечкова       | 6–2, 6–4         |
| Поразка   | 9.   | 6 жовтня 2003     | ITF Латина, Італія           | Ґрунт      | Марет Ані           | Мара Сантанджело Роберта Вінчі       | 6–3, 2–6, 4–6    |
| Перемога  | 4.   | 8 грудня 2003     | ITF Острава, Чехія           | Килим (i)  | Барбора Стрицова    | Івета Бенешова Міхаела Паштікова     | 6–2, 6–4         |
| Поразка   | 10.  | 15 грудня 2003    | ITF Валашке Мезиржичі, Чехія | Тверде (i) | Марет Ані           | Івета Бенешова Міхаела Паштікова     | w/o              |
| Перемога  | 5.   | 31 травня 2004    | ITF Простейов, Чехія         | Ґрунт      | Барбора Стрицова    | Пен Шуай Сє Янь-цзе                  | 6–1, 6–3         |
| Перемога  | 6.   | 15 листопада 2005 | ITF Прага-Пругониці, Чехія   | Тверде (i) | Луціє Градецька     | Ольга Благотова Ева Грдінова         | 6–3, 3–6, 6–3    |
| Поразка   | 11.  | 31 липня 2006     | ITF Баден-Баден, Німеччина   | Ґрунт      | Барбора Стрицова    | Ярміла Вулф Фредеріка Пієдаде        | 5–7, 6–4, 6–7(6) |

## Досягнення
| W | Ф | ПФ | ЧФ | #Р | КТ | К# | DNQ | A | NH |

### Одиночний розряд
| Турнір                                 | 1993     | 1994     | 1995     | 1996  | 1997     | 1998     | 1999     | 2000  | 2001     | 2002     | 2003     | 2004  | 2005     | 2006     | 2007     | W–L      |
| -------------------------------------- | -------- | -------- | -------- | ----- | -------- | -------- | -------- | ----- | -------- | -------- | -------- | ----- | -------- | -------- | -------- | -------- |
| Турніри Великого шолома                |          |          |          |       |          |          |          |       |          |          |          |       |          |          |          |          |
| Відкритий чемпіонат Австралії з тенісу |          |          |          |       |          |          |          | К2р   |          |          | 1р       | 1р    | К1р      |          |          | 0–2      |
| Відкритий чемпіонат Франції з тенісу   |          |          |          |       |          |          |          | К1р   |          | К3р      | 1р       | К1р   | 1р       |          |          | 0–2      |
| Вімблдонський турнір                   |          |          |          |       |          |          |          | К2р   |          | К3р      | К2р      | К2р   | К1р      |          |          | 0–0      |
| Відкритий чемпіонат США з тенісу       |          |          |          |       |          |          |          | К2р   |          | К3р      | К1р      | К1р   | К2р      | К2р      |          | 0–0      |
| В-П                                    | 0–0      | 0–0      | 0–0      | 0–0   | 0–0      | 0–0      | 0–0      | 0–0   | 0–0      | 0–0      | 0–2      | 0–1   | 0–1      | 0–0      | 0–0      | 0–4      |
| Олімпійські Ігри                       |          |          |          |       |          |          |          |       |          |          |          |       |          |          |          |          |
| Літні Олімпійські ігри                 | Not held | Not held | Not held |       | Not held | Not held | Not held |       | Not held | Not held | Not held |       | Not held | Not held | Not held | 0–0      |
| Загальна статистика                    |          |          |          |       |          |          |          |       |          |          |          |       |          |          |          |          |
| Кількість турнірів                     | 1        | 13       | 13       | 16    | 17       | 13       | 18       | 23    | 7        | 23       | 28       | 27    | 21       | 6        | 1        | 227      |
| Фінали (W–L)                           | 0–0      | 1–1      | 1–0      | 0–0   | 1–2      | 3–1      | 2–1      | 0–0   | 1–0      | 1–2      | 0–0      | 1–0   | 0–0      | 0–0      | 0–0      | 11–7     |
| Разом виграшів–поразок                 | 1–1      | 17–12    | 19–14    | 13–16 | 30–17    | 27–10    | 28–16    | 24–23 | 10–6     | 51–22    | 21–29    | 34–28 | 27–21    | 3–6      | 2–1      | 307–223  |
| Рейтинг на кінець року                 | —        | ▲ 432    | ▲ 303    | ▼ 405 | ▲ 319    | ▲ 305    | ▲ 229    | ▲ 192 | ▼ 963    | ▲ 103    | ▼ 213    | ▲ 188 | ▲ 172    | ▼ 441    | —        | $333,879 |

### Парний розряд
| Турнір                                 | 1993     | 1994     | 1995     | 1996 | 1997     | 1998     | 1999     | 2000 | 2001     | 2002     | 2003     | 2004  | 2005     | 2006     | 2007     | W–L      |
| -------------------------------------- | -------- | -------- | -------- | ---- | -------- | -------- | -------- | ---- | -------- | -------- | -------- | ----- | -------- | -------- | -------- | -------- |
| Турніри Великого шолома                |          |          |          |      |          |          |          |      |          |          |          |       |          |          |          |          |
| Відкритий чемпіонат Австралії з тенісу |          |          |          |      |          |          |          |      |          |          |          | ПФ    | 1р       |          |          | 4–2      |
| Відкритий чемпіонат Франції з тенісу   |          |          |          |      |          |          |          |      |          |          |          | 1р    |          |          |          | 0–1      |
| Вімблдонський турнір                   |          |          |          |      |          |          |          |      |          |          |          | 1р    |          |          |          | 0–1      |
| Відкритий чемпіонат США з тенісу       |          |          |          |      |          |          |          |      |          |          |          | 1р    |          |          |          | 0–1      |
| В-П                                    | 0–0      | 0–0      | 0–0      | 0–0  | 0–0      | 0–0      | 0–0      | 0–0  | 0–0      | 0–0      | 0–0      | 4–4   | 0–1      | 0–0      | 0–0      | 4–5      |
| Олімпійські Ігри                       |          |          |          |      |          |          |          |      |          |          |          |       |          |          |          |          |
| Літні Олімпійські ігри                 | Not held | Not held | Not held |      | Not held | Not held | Not held |      | Not held | Not held | Not held | 1р    | Not held | Not held | Not held | 0–1      |
| Загальна статистика                    |          |          |          |      |          |          |          |      |          |          |          |       |          |          |          |          |
| Кількість турнірів                     | 1        | 4        | 6        | 7    | 10       | 4        | 4        | 4    | 4        | 6        | 14       | 21    | 4        | 5        | 1        | 95       |
| Фінали (W–L)                           | 0–0      | 0–1      | 0–0      | 0–0  | 0–2      | 1–1      | 0–1      | 0–0  | 0–1      | 0–1      | 3–3      | 1–0   | 1–0      | 0–1      | 0–0      | 6–11     |
| Разом виграшів–поразок                 | 0–1      | 5–4      | 6–6      | 6–7  | 9–10     | 7–3      | 8–3      | 3–4  | 5–4      | 10–6     | 25–10    | 12–20 | 7–3      | 3–5      | 1–1      | 107–87   |
| Рейтинг на кінець року                 | —        | —        | —        | —    | —        | —        | —        | —    | —        | ▲ 238    | ▲ 94     | ▲ 76  | ▼ 512    | ▲ 320    | —        | $333,879 |